# Здание управления Куйбышевской железной дороги
Здание управления Куйбышевской железной дороги — административное здание в Самаре, в котором размещается управление Куйбышевской железной дороги. Расположено по адресу: Комсомольская площадь, 2/3. Здание играет важную роль в формировании площади.
Здание построено в 1925—1927 годах по проекту архитектора П. А. Щербачёва. Было первым крупным сооружением, построенным в Самаре в советское время. Здание четырёхэтажное. Архитектурная композиция здания, представляющего собой форму почти замкнутого каре, основывается на традиционной симметрии с использованием художественных средств модерна в сочетании с византийскими мотивами. Отличительной чертой постройки стало использование в её архитектуре приёмов рационального модерна и неоклассицизма, а сам автор определял стилистику своей первой постройки, как «модернизированную классику».